# Pułkownik Kwiatkowski
Pułkownik Kwiatkowski – polski film fabularny z 1995 roku w reżyserii Kazimierza Kutza.

## Opis fabuły
Jest 1945 rok. Tytułowy bohater Andrzej Kwiatkowski (Marek Kondrat), zmobilizowany lekarz ginekolog (pracujący jako lekarz wojskowy) w stopniu wojskowym kapitana, operuje w koszarowym szpitalu na ziemiach zachodnich pułkownika Kiziora (Adam Ferency) – oficera Urzędu Bezpieczeństwa Publicznego. W nagrodę za udany zabieg kpt. Kwiatkowski otrzymuje tygodniowy urlop. Wraz z przyjacielem starszym sierżantem „Dudkiem” jedzie wyszabrowaną ciężarówką do Warszawy. W ruinach swojego domu spotyka sąsiadkę sprzed wojny, 20-letnią Krysię (Renata Dancewicz), w której się zakochuje. Zaprasza dziewczynę na bal do ocalałego hotelu „Polonia” i tam, po awanturze z sowieckim żołnierzem – pułkownikiem, chcąc ratować skórę, udaje wysoko postawionego pułkownika, wiceministra Bezpieczeństwa Publicznego. Przypadkowo zaczepia go nieznajoma kobieta, błagając o pomoc w uwolnieniu uwięzionego syna, młodego żołnierza AK. W wyniku zakładu z Krysią, Kwiatkowski zobowiązuje się oswobodzić AK-owca, w zamian dziewczyna deklaruje pokochać Kwiatkowskiego i związać się z nim. Po udanej akcji „pułkownik” Kwiatkowski postanawia rozwinąć swoją działalność i wraz z zaangażowanymi do tego celu przyjaciółmi, udającymi podległych mu żołnierzy, rozpoczyna akcje pozorowanych „kontroli” w placówkach UB, wywierając na nie wpływ skutkujący zwolnieniami z aresztów więźniów politycznych.

## Obsada
- Marek Kondrat − „pułkownik UB” Andrzej Kwiatkowski (w rzeczywistości lekarz, kapitan WP)
- Renata Dancewicz − Krysia
- Zbigniew Zamachowski − „porucznik UB Dudecki” (w rzeczywistości sierżant WP Dudek)
- Adam Ferency − pułkownik UB Kizior
- Artur Barciś − Malec, kapitan UB
- Krzysztof Globisz − pułkownik Mieczysław Moczar, szef WUBP w Łodzi
- Jan Prochyra − pułkownik Kawałek, oficer w hotelu „Polonia”
- Krzysztof Gosztyła − lekarz
- Krzysztof Banaszyk − członek grupy Kwiatkowskiego
- Jarosław Boberek − kapitan Bąkiewicz w urzędzie wojewódzkim UB
- Paweł Burczyk − członek komisji lekarskich
- Bartosz Opania − oswobodzony aresztant z AK
- Mariusz Jakus − oprawca w powiatowym UB
- Andrzej Szenajch − administrator hotelu „Pod Orłem”
- Paweł Nowisz − major, dowódca Kwiatkowskiego
- Jerzy Słonka − major Kowalski
- Andrzej Blumenfeld − chirurg wojskowy
- Barbara Horawianka − właścicielka pensjonatu w Spale
- Iwona Bielska − Blondyna, kobieta Dudka
- Małgorzata Werner − pielęgniarka
- Paweł Iwanicki − milicjant
- Aleksy Awdiejew − oficer radziecki kradnący meble w Spale
- Tomasz Dedek − dowódca posterunku
- Lech Dyblik − kapitan Stefańczuk, komendant wiejskiego UB
- Stanisław Górka − sierżant Tomaszek
- Andrzej Grabowski − ksiądz udzielający ślubu
- Jan Jurewicz − kapitan Jajec z powiatowego UB
- Andrzej Mastalerz − porucznik Szydłowski
- Piotr Polk − komendant transportu repatriantów zza Buga
- Eugeniusz Priwieziencew − kierownik restauracji w hotelu „Polonia”
- Krzysztof Janczar − „Wacek”, dowódca „leśnych”
- Robert Czebotar − podwładny „Wacka”
- Wojciech Magnuski − oficer polski w hotelu „Polonia”
- Borys Marynowski − adiutant Kiziora
- Jan Mayzel − recepcjonista w hotelu „Polonia”
- Włodzimierz Musiał − zawiadowca stacji
- Jan Rutkiewicz − oficer radziecki w hotelu „Polonia”
- Rafał Walentynowicz − wartownik w łódzkim UB
- Robert Wabich − wartownik
- Mirosław Zbrojewicz − wartownik
- Wojciech Zagórski − repatriant zza Buga
- Ilja Zmiejew − Karolew, oficer radziecki w hotelu „Polonia”
- Cezary Żak − porucznik Brzóska
- Tomasz Schimscheiner − kapral
- Paweł Kleszcz – oficer w hotelu „Polonia”

## Scenariusz
Wedle informacji w napisach końcowych filmu, jest on „oparty na wydarzeniach prawdziwych”. Jako pierwowzór postaci Kwiatkowskiego wskazywany jest jeden z żołnierzy wyklętych kpt. Wojciech Kossowski, ps. „Sęp”. Prawdziwe nazwisko kapitana Wojciecha Kossowskiego (pod takim został stracony) brzmiało Tadeusz Ośko.